# Charles Webb (Schriftsteller, 1939)
Charles Richard Webb (* 9. Juni 1939 in San Francisco, Kalifornien; † 16. Juni 2020 in Eastbourne, England) war ein US-amerikanischer Schriftsteller. Sein bekanntestes Werk ist sein Debütroman The Graduate, der 1963 erschien und vier Jahre später als Die Reifeprüfung verfilmt wurde.

## Leben
Webb wuchs in Pasadena, Kalifornien, auf. Er besuchte die Midland School in Los Olivos, Kalifornien, und graduierte 1961 am Williams College. Webb lebte für mehrere Jahre in Hastings-on-Hudson. Er schrieb ab 1963 mehrere Romane.
Für Die Reifeprüfung, die Verfilmung seines Debütromans, erhielt Webb 20.000 US-Dollar. Das Drehbuch des Films orientierte sich nah an seiner literarischen Vorlage. Das Buch verkaufte sich mehr als eine Million Mal. Webb spendete die Bucheinnahmen. 2007 veröffentlichte die Fortsetzung Home School, als er in finanzielle Nöte geraten war; ursprünglich hatte er das 2005 fertiggestellte Buch postum erscheinen lassen wollen. Die Reifeprüfung blieb nicht die einzige Verfilmung eines Werkes von Webb; auch der 2001 veröffentlichte Roman New Cardiff wurde 2003 als Hope Springs – Die Liebe deines Lebens mit Colin Firth verfilmt.
Webb war ab den 1960er Jahren mit Eve Rudd verheiratet. Sie ließen sich Anfang der 1970er Jahre scheiden, um so gegen das Eheverbot für homosexuelle Paare zu protestieren, lebten aber weiterhin zusammen. Gemeinsam hatten sie zwei Kinder. Die Familie lebte viele Jahre ohne festen Wohnsitz, da Webb einen alternativen und besitzablehnenden Lebensstil pflegte. Im Jahr 2000 zogen sie nach England, wo sie in der Grafschaft East Sussex lebten. Dort starb Webb im Juni 2020 im Alter von 81 Jahren.

## Werke (Auswahl)
- The Graduate, New American Library, New York 1963; verfilmt als Die Reifeprüfung
  - Hauptband für den Schulunterricht: Verlag Moritz Diesterweg, Frankfurt am Main 1987. ISBN 3-425-04834-1.
  - dt. Sagt mir, was Liebe ist. Üb. Annelie Christian. Bastei-Lübbe, Bergisch Gladbach 1972. ISBN 3-404-00034-X.
  - dt. Die Reifeprüfung. Üb. Frank Böhmert. Heyne, München 2002, ISBN 3-453-21246-0.
- Love, Roger, Houghton Mifflin, Boston 1969; dt. Jede will mich, (Üb. Peter Zentner), Bertelsmann, Gütersloh 1971, ISBN 3-570-05461-6.
- The Marriage of a Young Stockbroker. Lippincott, Philadelphia 1970
- Orphans and Other Children, Putnam, New York 1974, ISBN 0-399-11355-X.
- The abolitionist of Clark Gable Place, McGraw-Hill, New York 1975, ISBN 0-07-068785-4.
- Elsinor, McGraw-Hill, New York 1976, ISBN 0-07-068803-6.
- Booze, Stonehill, New York 1978, ISBN 0-88373-087-1.
- New Cardiff, Little, Brown & Company, London 2001; verfilmt als Hope Springs – Die Liebe deines Lebens
  - dt. Nachsitzen. Üb. Ulrike Becker. Diana, München, Zürich 2002, ISBN 3-8284-0067-1.
- Home School, Hutchinson, London 2007, ISBN 0-09-179565-6.